# Мощаница (река)
Мощаница — правый приток реки Норинь, протекающий по Коростенскому (бывшим Овручскому и Лугинскому) району Житомирской области.

## География
Длина — 30 или 35 км (31,8 км в Овручском и 3,2 км в Лугинском районах). Площадь бассейна — 124 или 126 км². Служит водоприёмником осушительной системы. На реке в её нижнем течении создан каскад прудов. Притоки (длинной менее 10 км): 2 общей длиной 7 км.
Берёт начало на болотном массиве (урочище Мощаница), где создана осушительная система, что юго-восточнее села Новая Рудня. Река течёт на юго-восток, затем в среднем течении, сделав поворот, — северо-восток. Впадает в реку Норинь (на 55-км от её устья) непосредственно юго-восточнее села Бондари. 
Пойма занята лесами, лугами, болотами. 
Притоки (от истока к устью): безымянные ручьи
Населённые пункты на реке (от истока к устью):
1. Мощаница[4]
2. Мощаница
3. Норинск